# История Огайо
Письменная история штата Огайо начинается в конце XVII века, когда французские исследователи добрались из Канады до реки Огайо. Изначально на этой территории проживали индейские алгонкинские племена, но они были вытеснены ирокезами во время Бобровых войн. К середине XVIII века немногочисленные американские и французские коммерсанты скупали здесь у индейцев меха, и именно здесь в 1754 году возник конфликт между Англией и Францией, который перерос в Войну с французами и индейцами. Первые поселения американцев появились в Огайо уже после Войны за независимость, когда Англия передала США часть провинции Квебек. На этих землях была образована Северо-западная территория. 19 февраля 1803 года президент Джефферсон утвердил границы штата Огайо и его конституцию, а 3 мая того же года Огайо стал 17-м штатом США. В 1812 году на территории штата прошло несколько важных сражений Англо-американской войны. В середине века в Огайо были обнаружены залежи угля, что способствовало развитию металлургической промышленности.
В годы Гражданской войны Огайо был третьим по населению штатом Союза. Он поставил под ружьё почти 320 000 человек, и дал стране несколько знаменитых генералов, в частности, Гранта, Шермана и Шеридана. В послевоенные годы штат дал стране несколько президентов.
В конце века штат пережил период индустриализации, когда вышел на первые места в стране по добыче полезных ископаемых; здесь появились сталелитейные и резиновые фабрики, своя автомобильная промышленность, и здесь же братья Райт конструировали свои первые самолёты. Это сделало Огайо важной индустриальной базой в годы Первой и Второй мировых войн. Штат интенсивно развивался в 1950-е, но пережил тяжёлый кризис в 1970-х, после чего началась долгая деиндустриализация Огайо.

## Ранняя история
Среди археологов нет единого мнения о том, когда именно первый человек появился на территории Огайо. Долгое время считалось, что это произошло не ранее 13 000 лет до настоящего времени, но последние данные удревнили датировку примерно до 15 000 лет до настоящего времени. Первыми людьми были так называемые «палеоиндейцы», которые жили в основном охотой и вели кочевой образ жизни. От них остались каменные наконечники кловисского типа. В Огайо найдено около 1000 таких наконечников, что делает Огайо вторым после Алабамы штатом по плотности кловисских наконечников и свидетельствует о том, что эта земля была важным охотничьим регионом для палеоиндейцев. Пещера Шеридена на северо-западе штата является редким примером временного кочевого лагеря того времени. Кроме неё важными археологическими объектами являются кремневые карьеры в округах Ликинг и Кошоктон, в которых человек тысячелетиями добывал кремень. Наконечники из этих карьеров находят далеко за пределами Огайо, что говорит о существовании рудиментарной торговли уже в те времена.
Одним из крупнейших археологических объектов Северо-Востока США является Ноблс-Понд в округе Старк, предположительно, коллективный зимний лагерь, на территории которого найдено около 55 000 артефактов. Около 11 000 лет до настоящего времени материальная культура человека стала меняться, и начался так называемый Архаический период. Это самый длинный период ранней истории Огайо, он растянулся почти на 10 000 лет. Его принято делить на Ранний, Средний и Поздний.
В Ранний Архаический период мегафауна стала сокращаться, животные стали мельче, что привело к новым технологиям охоты и появлению ближе к концу периода копьеметалки. Наконечники стали исключительно разнообразны, и на территории Огайо они делятся на два типа: культуры Кирка-Палмера и культуры Тебса. Появились орудия труда из гранита и иных твёрдых материалов, в основном зернотёрки и топоры. Вероятно, их не носили с собой, а прятали на стоянках и возвращались туда время от времени. Около 9000 лет до настоящего времени начался Средний Архаический период, от которого сохранилось очень мало археологических памятников. Стоянки того времени в соседних штатах стали крупнее, и по ним видно, что человек стал чаще употреблять в пищу орехи и растения. К этому же периоду относятся первые известные захоронения.
Примерно 6000 лет назад наступил Поздний архаический период, когда климат стал напоминать современный. На основании многочисленности найденных стоянок исследователи делают вывод, что плотность населения, особенно вдоль рек, резко возросла. Находки того времени сильно отличаются друг от друга и, вероятно, принадлежат к разным культурным регионам. В этот период человек употреблял много семян и, вероятно, научился сажать растения, что в последующий период привело к появлению сельского хозяйства. Появились приспособления для хранения зерна, выдолбленные из стеатита. Керамика, появившаяся ранее на юго-востоке континента, в этот период появилась и в Огайо. Она не выдерживала нагрева и ещё не годилась для приготовления пищи и использовалась только для её хранения. В этот период уже активно шла торговля, поэтому в Огайо находят раковины с побережья Мексиканского залива. К Позднему архаическому периоду человек вёл всё менее кочевой образ жизни, и поселения стали почти постоянными.
Около 3000 лет назад начался Вудлендский период, при этом материальная культура Огайо изменилась так сильно, что одно время это объяснялось миграцией населения, однако новейшие исследования опровергли эту теорию. Вудлендский период также делится на Ранний, Средний и Поздний. Ранний период иногда считается тождественным Культуре Адена, хотя эта культура была не единственной на территории Огайо. Название культуры произошло от первого изученного объекта — кургана Адена, расположенного на территории усадьбы Адена в Чилликоте. Люди в это время ещё занимались охотой, но всё больше зависели от растительных продуктов, известных как Восточный Сельскохозяйственный комплекс. В это время получила широкое распространение керамика, а вместе с ней и орнаменты. Если ранее было принято хоронить людей на естественных высотах, то теперь начали строиться искусственные курганы конической формы. Самый крупный из них, Майамисбергский курган, имеет высоту 68 футов (20,7 м). Изменился похоронный инвентарь: в захоронениях появились церемониальные кремниевые ножи, курительные трубки и маски. Культура Адена распространилась на Индиану, Кентукки и Западную Вирджинию, но Огайо оставалось её центром.
Около 2100 лет назад начался Средний Вудлендский период, когда продолжили развиваться сельское хозяйство, оседлость и керамическое производство. Этот период хронологически совпадает с Хоупвеллской культурой — продуктом развития предыдущей (один исследователь назвал её «Адена на стероидах»). Если памятники культуры Адена лишь изредка встречаются за пределами долины Огайо, то хоупвеллские памятники разбросаны сотнями по всему востоку США, хотя концентрируются в долинах Огайо и Миссисипи. Как и ранее, люди жили в деревянных домах, которые группировались в селения из нескольких домов, всё так же питались растениями восточного сельскохозяйственного комплекса, но в это время впервые появляется завезённая с юга кукуруза. В этот период строятся огромные церемониальные сооружения (курганы). Среднестатистический курган требовал около 200 000 человеко-часов, из чего следует, что людям приходилось объединяться в большие рабочие коллективы, и стало быть, появился класс, организующий такие коллективы. О росте классовых различий говорит и разнообразие захоронений и богатство похоронного инвентаря.
Хоупвеллская культура знаменита своими курганами и курганными группами: Маунд-Сити в округе Росс насчитывает 23 кургана, Хоупвеллская группа — 38 курганов, но самой впечатляющей является Ньюаркская группа в округе Ликинг, которая считается одним из важнейших объектов культурного наследия планеты. Сходства в размерах многих сооружений говорит о том, что люди уже имели общим меры длины и некоторые представления о геометрии. Так как в захоронениях найдено множество предметов, завезённых из других областей континента, то это позволяет говорить о целой «Хоупвеллской зоне взаимодействия» (Hopewell Interaction Area). Хоупвеллская культура достигла своего зенита примерно к 400 году нашей эры, после чего пришла в упадок, что связано, возможно, с изменениями климата.
В Поздний вудлендский период люди жили более разбросанными, но более крупными поселениями, которые имели укрепления, что говорит о росте племенных конфликтов. В этот период увеличилось потребление кукурузы и появилось новое оружие: лук и стрелы. Люди всё ещё строили курганы, но более скромных размеров, и похоронный инвентарь стал беднее. Примерно к 900 году Вудлендский период закончился и начался Миссисипский период, хотя в последнее время его часто называют «Поздний доисторический». Его начало совпало с миграцией новых племён в Огайо, селения стали крупнее, с более сильными укреплениями и с более явной социальной стратификацией. Люди почти отказались от растительной пищи Восточного комплекса и перешли на кукурузу. Ранее она использовалась изредка и больше в церемониальных целях, теперь же она стремительно распространилась, поскольку её было легче выращивать и она хорошо хранится. В некоторых поселениях кукуруза стала составлять до 75 % рациона. Переход на монокультуру увеличил численность населения, но в то же время сократил продолжительность жизни, увеличил детскую смертность, а люди стали ниже ростом и в целом менее здоровыми.
Этот период в Огайо отличается большим культурным разнообразием. Принято думать, что культура Форт-Эйншент отражает эту эпоху, хотя она была лишь одной из примерно пяти культур в регионе, и даже она делится на подгруппы. Снова усложнились ритуалы и церемониальные постройки. Самым известным сооружением этой эпохи стал фигурный курган Серпент-Маунд в округе Адамс. Поселения в это время стали ещё крупнее и уже насчитывали сотни жителей. Уже видны все признаки социального неравенства и многочисленных конфликтов. К концу периода в захоронениях появляются предметы европейского производства, вероятно, попавшие в Огайо с юга континента. В начале XVII века, когда появились первые английские и французские колонии, европейских предметов становится всё больше, но вместе с ними появились и европейские эпидемии, которые привели к высокому уровню смертности, отчасти из-за того, что организм индейцев был ослаблен потреблением кукурузы. При прочих равных эпидемии унесли бы жизнь 30-40 процентов населения, но в сочетании с влиянием кукурузы этот процент был выше: некоторые регионы Огайо потеряли до 85 % населения. На этот катаклизм наложилось другое следствие европейского присутствия: внутренние конфликты, известные как Бобровые войны.

### Бобровые войны
Бобровые войны начались в начале XVII века, когда французы колонии Квебек вступили в союз с гуронами и стали снабжать их огнестрельным оружием. Это дало гуронам преимущество в войнах с ирокезами, и тогда те стали добывать оружие у голландцев и англичан. Это позволило им перейти в контрнаступление и к 1651 году разгромить гуронов, а к 1656 году они уничтожили племя эри, обитавшее южнее озера Эри. После этого ирокезы прошли всю долину Огайо и район Великих озёр, изгоняя оттуда местное население. Так в результате эпидемий и войн пространство к югу от озера Эри и к северу от реки Огайо стало полностью необитаемым. Ирокезы не допускали никого на эту территорию, удерживая её как свою охотничью территорию. Именно в это время Огайо получило своё название — от ирокезского слова «O-Y-O» или «O-HE-O», означающего «Великая река».
Прежнее население Огайо бежало на запад в земли западнее озера Мичиган и там смешалось с другими беженцами. Они создали новые культурные общности, так что прежняя культура региона Огайо полностью погибла в 1650-х. Между тем в 1669 году французы заключили мир с ирокезами и это позволило европейцам проникнуть в долину Огайо. Первыми были исследователи Адриан Жоле и Жан Пере, миссионеры Франсуа Долье де Кассон, Рене де Бриан де Галлине и Рене де ла Саль. Они отметили отсутствие населения в долине Огайо, и отсюда позже возникла теория, что долина всегда была необитаемой.
Самым первым европейцем, побывавшем на озере Эри и увидевшим берега Огайо, считается Луи Жолье, который добрался сюда в 1669 году, и на сведения которого потом опирался Ла Саль.
В конце XVII века ирокезы начали утрачивать контроль над регионом. Алгонкинские племена к западу от Огайо сформировали сильный альянс, который остановил наступление ирокезов в Иллинойсе, а в 1687 году перешёл в наступление на восток. Вместе с французами они нанесли ирокезам несколько поражений, что это привело к заключению Великого Монреальского мира в 1701 году. Ирокезы сохранили формальное право на земли Огайо, но их реальная власть ослабла. Это позволило беженцам вернуться назад в Огайо, где в то время было много свободной земли и диких зверей. При этом некоторые племена сохранили свою структуру, но многие переселенцы теперь жили крупными поселениями смешанного этнического состава и не подчинялись никаким племенам. Французы называли такие поселения «Индейскими республиками».

## Огайо в XVIII веке

### Начало века
В начале XVIII века индейцы заметили, что британские товары часто дешевле и качественнее французских, а британцы начали завязывать торговые контакты с территорий провинции Нью-Йорк и Пенсильвании. Французы стали опасаться, что индейцы постепенно переподчинятся англичанам; так действительно случилось с виандотами, которые около 1745 года пригласили к себе английских торговцев. Торговец Джордж Кроган регулярно посещал Огайо, налаживая торговые контакты. Наконец в 1744 году англичане заключили с ирокезами Ланкастерский договор, уступив часть своих земель в Огайо к западу от Аппалачей, а в 1747 году указом короля была учреждена Компания Огайо. В 1744 году началась Война короля Георга, и огайские индейцы воевали на стороне французов, но уже в 1747 году вайондоты перешли на сторону англичан, а за ними последовала и конфедерация индейцев майами.
В 1748 году война между Англией и Францией прекратилась, но обстановка в Огайо осталась напряжённой. Французы решили провести демонстрацию силы и отправили в Огайо экспедицию Де Бленвиля с заданием изгнать британских торговцев, но она оказалась неудачной. К 1752 году французы начали опасаться, что контроль над Огайо перейдёт к англичанам, что создаст угрозу колонии Квебек. В том же году французы атаковали селение Пикавиллани: в июне оно было атаковано отрядом Де Ланглада, что заставило индейцев из прилегающих селений подчиниться французам. Этот успех показал французам, что применением силы можно полностью подчинить Огайо. В 1753 году новый губернатор маркиз Дюкен отправил экспедицию, которая основала форты Преск-Иль и Ле-Бёф. Узнав об этом, вирджинский губернатор Динвидди отправил Джорджа Вашингтона и Кристофера Джиста с миссией в Огайо: Вашингтон встретился с французскими офицерами в форте Ле-Бёф, передал им протест губернатора и получил официальный ответ.

### Война с французами и индейцами
Получив ответ французского командования (отрицательный), губернатор Динвидди отправил в Огайо небольшой военный отряд под командованием Джорджа Вашингтона. Уже в пути Вашингтон узнал, что французы вышли к слиянию рек Аллегейни и Мононгахила и построили там форт Дюкен. Вашингтон не стал двигаться дальше и основал укреплённый лагерь, который назвал «форт Несессити». Французы атаковали этот форт и 4 июля 1754 года сражение за форт Несессити закончилось капитуляцией Вашингтона. Британское командование решило применить регулярную армию, и в 1755 году началась Экспедиция Брэддока: большой британский отряд отправился к форту Дюкен, но был разбит французами и индейцами в сражении при Мононгахиле. Это поражение заставило почти все племена Огайо перейти на сторону Франции. В 1758 году англичане предприняли вторую попытку взять форт Дюкен: летом началась Экспедиция Форбса. Одновременно англичане вступили в переговоры с делаварами и заключили с ними Истонское соглашение. Лишившись индейских союзников, французы покинули форт Дюкен, а затем форт Ниагара и другие укрепления. В 1759 году пал Квебек, а в 1760 году Война с французами и индейцами завершилась.
Война между Англией и Францией на других фронтах завершилась в 1763 году, но в Огайо успокоения так и не наступило. Англичане отменили практику раздачи подарков индейцам, подняли цены на товары и запретили продавать индейцам оружие, в том числе порох, что затруднило индейцам добычу меха. Индейцам также не понравилось, что англичане потребовали вернуть всех пленных, включая тех, кто уже влился в индейское общество. Кроме того, англичане расширили форт Дюкен, который переименовали в форт Питт, и укрепили другие бывшие французские форты. Всё больше английских охотников и переселенцев стало пребывать в Огайо в нарушение Истонских соглашений. Полковник Генри Буке изгнал некоторых, но генерал Амхерст поощрял переселение. Всё это настроило индейцев против англичан, и к 1761 году уже начались разговоры об открытом сопротивлении

### Восстание Понтиака
В 1761 году индейский проповедник Неолин стал призывать индейцев отказаться от европейских товаров, вернуться к прежнему образу жизни и сопротивляться англичанам. Проповедь была адресована индейцам делаварам, но она подействовала на все племена Огайской земли, в частности на племя оттава и его вождя Понтиака. Всеобщее восстание началось в мае 1763 года: индейцы атаковали форт Детройт, но не смогли взять его и оставили в осаде. Индейцам удалось захватить семь фортов, из которых первым был форт Сандаски на территории Огайо: он остался единственным удачно захваченным фортом в истории Огайо. На востоке региона индейцы осадили форт Питт, но в августе полковнику Генри Буке удалось снять осаду, а в октябре индейцы отошли от Детройта. Отдельные столкновения происходили весь 1763 и 1764 году. В августе 1764 года удалось договориться с ирокезами и гуронами на встрече в форте Ниагара, и через некоторое время огайские индейцы, оказавшись в изоляции, пошли на переговоры с Буке. В последующие два года были постепенно заключены договоры со всеми огайскими племенами. Индейцы уступили англичанам небольшие территории, а те в ответ возобновили практику раздачи подарков и запретили колонистам селиться за Аллегенскими горами.

### Война Данмора
Весной 1774 года произошла пьяная поножовщина на месте современного Штойбенвилла между белыми поселенцами и индейцами минго, которая известна как Резня у Жёлтого Ручья. Было убито несколько индейцев, и тогда минго совершили рейд по поселениям европейцев. Огайские ополченцы в ответ напали на селения индейцев шауни. Вирджинский губернатор лорд Данмор лично прибыл с военным отрядом, вероятно, рассчитывая этой кампанией усилить позиции Вирджинии в территориальном споре с Пенсильванией. Летом 1774 года в Огайо вступили две армии: одной командова Эндрю Льюиса, второй — лично Данмора. Индейцы решили атаковать отряд Льюиса, и 10 октября произошло сражение при Пойнт-Плезант, которое стало единственным крупным сражением войны. В бою погиб вождь Пакешинва, отец знаменитого вождя Текумсе. После сражения шауни и минго заключили с Данмором договор в Кэмп-Шарлотт, уступив земли к югу от реки Огайо.
Это была первая война между белыми и огайскими индейцами, которая прошла полностью на территории Огайо, и первая война, по итогам которой индейцы уступили белым часть земель в Огайо. Когда вирджинские ополченцы Данмора вернулись в форт Говер, они узнали о созыве Континентального конгресса и приняли резолюции, где обещали защищать свободы, права и привилегии американцев.

### Война за независимость США
В Вирджинии и Огайо недовольство вызвала и Декларация 1763 года, и особенно Акт о Квебеке 1774 года, которым парламент Великобритании включил долину Огайо в состав Провинции Квебек. Возникло подозрение, что британское правительство хочет использовать франко-канадцев и индейцев для контроля над американскими колонистами. В апреле 1775 года столкновениями в Массачусетсе началась война с Англией. Позиции Англии в Огайо были слабы: всего 500 солдат были расквартированы в Детройте. Огайские индейцы на первых порах придерживались нейтралитета, который подтвердили на встрече с американцами в форте Питт в конце 1775 года. Генри Гамильтон, британский командующий в Детройте, тоже созвал индейцев на конференцию в 1777 году и призвал их нападать на американские поселения в Огайо и Кентукки. Отношения с индейцами были испорчены отчасти и самими поселенцами. После нескольких столкновений индейцы шауни отказались от нейтралитета и перешли к набегам на Вирджинию и Пенсильванию. К концу 1777 года на стороне американцев оставалось только племя ленапе.
В январе 1778 года американский генерал Эдвард Хэнд совершил рейд в Огайо, а на обратном пути его люди убили несколько индейцев ленапе. Новый американский командующий Лэклен Макинтош решил предпринять решительные меры и атаковать Детройт, а для этого основать в Огайо укрепление, названное фортом Лоуренс. Оно было построено в конце 1778 года. Индейцы осадили форт в феврале 1779 года, и только к марту осада была снята, а в августе Лоуренс был оставлен американцами. Британцы не смогли атаковать этот форт только потому, что в это же время генерал Джордж Кларк захватил Кахокию, Каскаскию и Венсеннес и взял в плен самого генерала Гамильтона. В июне британцы были готовы атаковать форт, но индейцев отвлекло вторжение кентуккийского отряда полковника Джона Боумана. Рейд Боумана не только спас форт Лоуренс, но и заставил часть шауни покинуть Огайо и откочевать на запад. Оставшиеся шауни участвовали в рейде британского генерала Бёрда на Кентукки летом 1780 года.

## Северо-западная территория

### Заселение Огайо
По условиям Парижского мира 1783 года Британия передавала США все земли Огайо, но вопрос о том, кому именно они будут принадлежать, долго оставался открытым. Ещё в 1780 году Конгресс постановил, что все земли на западе будут поделены на отдельные штаты, но Нью-Йорк, Коннектикут и Вирджиния претендовали на части Огайо на основании королевских хартий. В итоге Конгресс убедил Нью-Йорк отказаться от своих претензий, Вирджиния отказалась от Огайо в 1784 году в обмен на часть земель для ветеранов, а в 1786 году свои огайские земли уступил и Коннектикут. Помимо этого, оставались земли, на которые претендовали огайские индейцы, и только в 1795 году с ними был заключён Гринвилльский договор, по которому они уступили почти все свои земли в Огайо.
США получили формальные права за западные земли, но они граничили с владениями Испании и Великобритании, и была опасность, что при отсутствии американского населения те смогут легко отвоевать часть этой территории. В то же время у новообразованного государства были большие долги, а единственным источником дохода была продажа западных земель. По этим причинам Конгресс был заинтересован как можно быстрее организовать заселение Огайо. Уже в 1784 году был принят составленный Томасом Джефферсоном «Ордонанс 1784 года», согласно которому предполагалось разделить западные земли на 17 штатов квадратной формы; поселенцы должны были сформировать своё собственное территориальное управление, а по достижении численности в 20 000 человек они могли составить свою конституцию и вступить в Союз на общих правах. Джексон придумал даже названия для новых штатов: конкретно в Огайо находились штаты Вашингтон, Метропотамия, Саратога и Пелисипия. Предложение запретить на новых территориях рабство было отклонено Конгрессом. Этот проект остался только на бумаге, но многие его положения вошли в последующие проекты устройства Огайо.
В 1785 году был принят новый закон, «Ордонанс 1785 года», который детально оговаривал землемерные работы. Предполагалось разделить всю территорию на квадратные «секции» размером миля на милю, 36 секций образовывали квадратный «тауншип», а тауншипы группировались в «участки» (ranges). Седьмая часть всех земель была выделена для ветеранов войны, а секция № 16 была зарезервирована под нужды системы образования. Так Огайо стал экспериментом по созданию системы государственного образования, а принцип резервации земель под нужды школ стал потом применяться на всём пространстве до Тихого океана.
В 1787 году был принят «Северо-западный ордонанс», который оформил принципы заселения, управления, и принятия штатов Северо-Запада в Союз. Согласно этому документу, Конгресс назначал губернатора, а когда население территории достигало 5 000 человек, она получала право сформировать свою Ассамблею с ограниченными полномочиями. По достижении численности 60 000 человек территория создавала свою конституцию и превращалась в штат. Эта схема тоже стала типовой при организации всех последующих территорий. Шестая статья Ордонанса запрещала рабство на Северо-западной территории, что превращало рабство из общенационального в региональный институт.
30 сентября 1785 года землемер Томас Хатчинс начал замеры на территории, которая потом стала известна как «Семь участков», но ему помешали нападения индейцев. В августе 1786 года был построен Форт Хармар для безопасности землемеров, после чего работы продолжились, но к февралю 1787 года были замеряны только четыре «участка». Конгресс сразу приступил к продаже земель, но она шла медленно и в итоге не дала ожидаемых доходов. Уинтроп Сержент, один из команды Хатчинса, инициировал создание массачусетской огайской кампании (учреждена 1 марта 1786 года), которой Конгресс 27 октября 1787 года продал участок земли около миллиона акров за миллион долларов. Так образовался «Участок огайской кампании». После этого Джон Симс купил участок, известный потом как «Участок Симмса», но сделка оказалась убыточной и Симмс в итоге разорился, хотя именно на этом участке потом возник город Цинциннати. В 1796 году принципы замера земли были изменены. Часть земли между реками Литтл-Майами и Сайото была передана вирджинским ветеранам и стала известна как «Вирджинский военный участок». На севере Огайо были выделены земли для жителей Коннектикута, пострадавших от набега Арнольда, который сжёг множество поселений, поэтому он стал называться «Сожжённая земля» (Fireland, или Западный резервный район Коннектикута). Позже Конгресс выдавал иные земельные гранты: «Военный участок США» для ветеранов войны, «Donation tract», «Участок беженцев» для беженцев из Канады, а также несколько резерваций для индейцев. «Французский участок» был выделен Конгрессом для мигрантов из Франции, и там появилось одно из первых официальных поселений, Галлиполис.
Очень быстро возникла проблема нелегальной миграции: к 1785 году в Огайо жило уже около 2200 семей нелегалов. Генерал Джозайя Хармар построил на реке Огайо два форта: Форт-Хармар и Форт-Штойбен и стал делать оттуда рейды против нелегалов, хотя быстро осознал бесполезность этих усилий. Построенные ими форты остались единственным в своём роде средством борьбы с незаконной миграцией.
7 апреля 1788 года отряд колонистов высадился около форта Хармар и основал укреплённое поселение Адельфия, которое было вскоре переименовано в Мариетту в честь королевы Марии-Антуанетты. 15 июля назначенный Конгрессом губернатор Артур Сент-Клэр прибыл в Мариетту и объявил её столицей Северо-западной территории. В январе 1790 года он перенёс столицу в Лосантивиль, который переименовал в Цинциннати в честь военного «Ордена Цинцинната». С самого начала он не доверял мнению большинства и в единоличном порядке назначал чиновников, создавал административные округи и административные центры. Колонисты некоторое время терпели его авторитаризм, но именно в эти годы в стране началось формирование Первой партийной системы, и сформировались партии Федералистская и Республиканская. Администрация Сент-Клэра и мигранты с Новой Англии слонялись на сторону федералистов, а мигранты с Вирджинии и Кентукки, населявшие Вирджинский военный участок, стали поддерживать республиканцев. Сент-Клер старался сам создавать законы, основываясь в основном на существующие пенсильванские, но группа влиятельных политиков агитировала за создание Ассамблеи, которая бы издавала законы сама. К концу 1798 года население территории достигло 5000 человек и Сент-Клэр был вынужден назначить выборы в Ассамблею на 17 декабря 1798 года. Так появилась первая из многочисленных впоследствии территориальных ассамблей.
В июне 1796 года коннектикутский генерал Мосес Кливленд заключил договор с ирокезами, позволивший ему исследовать реку Кайахога. 22 июля того же года он прибыл в устье реки, выбрал место для столицы Коннектикутского резервного участка и основал поселение Кливленд.

### Северо-западная индейская война
США владели территорией Северо-Запада на основании договора с Британией, но фактически земля принадлежала индейцам. В 1784 году был заключён Второй договор в форте Стенвикс с ирокезами, по которому они отказались от всех претензий на Огайо. Потом было заключено ещё несколько договоров, но не все индейцы их признали. К тому времени на Северо-Западе сложилась индейская Северо-Западная конфедерация, которая потребовала, чтобы договор заключался с ней, а не с отдельными племенами. Переговоры были назначены на лето 1788 года, но отряд оджибве и оттава (не признающих Конфедерацию) напал на американцев и тем сорвал переговоры. К 1790 году в США сформировалась исполнительная власть, и Конгресс поручил президенту Вашингтону решить вопрос военным путём. Тот поручил генералу Джосайе Хармару совершить экспедицию на северо-запад Огайо. Однако она закончилась разгромом его отряда.
Командование второй экспедицией было поручено лично губернатору Сент-Клэру. Он собрал отряд в 2000 человек, в основном ополченцев, и в октябре 1791 года выступил из форта Вашингтон на север. Из-за дезертирства и болезней его армия сократилась до 1000 человек; в начале ноября у реки Уабаш он встретился с объединённой армией майами, шауни, минго, ленапе, оджибве, оттава и чероки. 4 ноября отряд Сент-Клэра был разгромлен индейцами в сражении на реке Уобаш. Этот успех позволил индейцам начать нападения на американские форты, британцы увеличили помощь Конфедерации, а заселение Огайо затормозилось. В 1792 году была предпринята попытка мирных переговоров, но американские послы были убиты индейцами.
Командиром третьей экспедиции Вашингтон назначил Энтони Уэйна. Тот собрал 5000 человек (отряд, известный как «Легион Соединённых Штатов»), в основном профессиональных военных, обучил их тактике фронтирной войны, усовершенствовал разведку, и осенью 1793 года начал наступление, следуя маршруту похода Сент-Клэра. Он добрался до места разгрома армии Сент-Клэра и основал там форт Рекавери. 30 июня 1794 года индейцы атаковали форт, но были отбиты. Уэйн предложил индейцам мирные переговоры, но те отказались. 20 августа армия Уэйна атаковала противника, занявшего оборонительную позицию за поваленными деревьями. Произошла Битва при Фоллен Тимберс, в которой индейцы были разбиты. Это вынудило их пойти на переговоры: предварительная встреча состоялась в 1795 году в форте Грин-Вилл, а в августе 1795 года был заключён Гринвилльский договор, по которому индейцы уступили почти всю территорию Огайо в обмен на подарки, ежегодные денежные выплаты и на обещание защиты от поселенцев. Отдельные столкновения с индейцами случались и после заключения договора, но уже в более скромных масштабах.

### Принятие Огайо в Союз
Мирные отношения между губернатором и ассамблеей были вскоре испорчены частым использованием губернаторского права вето на решения ассамблеи. Республиканцы в Ассамблее всё чаще обвиняли Сент-Клэра в авторитаризме. Им удалось отправить делегатом в Конгресс (без права голоса) Уильяма Генри Харрисона, по инициативе которого в 1800 году Конгресс принял закон, снижающий минимальный размер продаваемого участка, и тем увеличил приток мигрантов. Закон 1804 года снизил минимальный размер до 160 акров, что привлекло ещё больше переселенцев и сместило баланс сил в пользу Республиканской партии. Чтобы ослабить оппозицию, Сент-Клэр решил разделить Территорию на три части, но вместо этого Харрисон убедил Конгресс разделить её на «Территорию Огайо» и «Территорию Индиана» и сам стал губернатором последней. После этого огайские республиканцы обратились в Конгресс с просьбой о принятии Огайо в Союз, и 30 апреля 1802 года президент Томас Джефферсон подписал Разрешительный акт, который присвоил будущему штату его название, дал право создать конституцию и оговорил правила созыва конституционного конвента.
Конституционный конвент из 35-ти делегатов собрался 1 ноября 1802 года и разработал Первую Конституцию Огайо. Так как на конвенте доминировали республиканцы, то она отражала их взгляды. Почти все полномочия достались законодательной власти. Конституция признала запрет на рабство, но внесла несколько оговорок, которая потом позволила некоторым рабовладельцам держать при себе рабов. Предложение дать чернокожим права голоса обсуждалось, но было отклонено. Губернатора лишили права вето, вероятно, из-за того что Сент-Клэр часто им злоупотреблял. Сам Сент-Клэр выступил с речью, где заявил, что у Конгресса нет прав превращать Огайо в штат, но это привело только к тому, что Джефферсон сместил его с должности и назначил новым губернатором Чарльза Бёрда. Между тем 29 ноября Конституция была создана и принята конвентом без общенародной ратификации, чтобы сэкономить время. 19 декабря 1802 года Конституция была представлена Седьмому Конгрессу, который утвердил её, а 19 февраля 1803 года резидент подписал конституционный билль, после чего Огайо стала штатом.
Впоследствии штаты принимались в Союз резолюциями Конгресса, но в случае с Огайо таковых подписано не было, поэтому, чтобы решить эту проблему, президент Эйзенхауэр в 1953 году подписал резолюцию Конгресса, и датой возникновения штата стало 1 марта 1803 года.

## Межвоенный период

### Формирование штата
11 января 1803 года прошли выборы губернатора и ассамблеи. Они были политически односторонними: федералисты не выдвинули своего кандидата. В первой легислатуре Огайо числилось 14 сенаторов и 30 членов Палаты представителей. Республиканец Эдвард Тиффин стал губернатором, Натаниель Мэсси спикером Сената, Майкл Болдуин спикером Палаты представителей, а Уильям Крейтон секретарём штата. Томас Уортингтон и Джон Смит стали первыми огайскими представителями в Сенате США. Федералисты утратили всякое влияние в штате, они «приняли свою судьбу с достоинством и устранились от всякого участия в современной политике», как писал один из них. Республиканцы полностью контролировали легислатуру, поэтому на них лежит ответственность за все решения и все неудачи начального периода истории штата.
Первая сессия огайской ассамблеи состоялась в марте-апреле 1803 года. Она в основном принимала законы по налогам, реформе законодательства о браке, строила новые дороги, формировала ополчение штата и учреждала новые округа. В ту сессию было создано восемь новых округов: Батлер, Колумбиана, Франклин, Галлия, Грин, Монтгомери, Сайото и Уоррен. 16 апреля 1803 года Ассамблея прекратила работу.
Не имея реальной оппозиции, республиканская партия стала дробиться на фракции. Губернатор Тиффин столкнулся с враждебностью в лице как крайне радикального, так и крайне консервативного крыла партии. Радикалы концентрировались в Чилликоте, а консерваторы — в долине Сайото. Такой раскол партии на три части помог остаткам федералистов (из Мариетты и Цинциннати), которые теперь могли поддержать ту фракцию, что была более близка их взглядам. Ситуация отчасти отражала дробление национальной республиканской партии. Отсутствие партийного единства вместе с частыми перевыборами должностных лиц и мощной миграцией приводило к неразберихе в управлении. В этой обстановке было принято несколько законов относительно чернокожих, ограничивавших их возможности бежать в Огайо из Вирджинии и Кентукки. Это делало чернокожих людьми второго сорта в штате, но одновременно защищало их права. Самым же больным вопросом оказался вопрос юрисдикции судей. Конституция штата сильно ограничивала их возможности, но Ассамблея ограничила их ещё больше, за что в итоге была обвинена в нарушении конституции. Этот конфликт затянулся на многие годы.
3 марта 1807 года Тиффин покинул пост губернатора и перешёл в сенат США, а его место занял спикер сената Томас Киркер. На губернаторских выборах столкнулись Месси и Ретёрн Мигс, и Мигс набрал больше голосов, но был дисквалифицирован, и в итоге губернатором стал Самуэль Хантингтон, чья инаугурация прошла 12 декабря 1808 года.
В первое десятилетие XIX века правительство штата поощряло миграцию, и население Огайо стремительно росло: оно учетверилось с 1800 по 1810 год, достигнув 230 760 человек, а облагаемая налогами недвижимость оценивалась в 25 миллионов долларов. За этот период было сформировано 18 новых округов. В 1808 году в Огайо появилась первая доменная печь, а в 1810 году заработала первая угольная шахта в округе Саммит. К этому году в штате существовало всего несколько городов: Ланкастер, Дейтон и Штойбенвилль с 1805, Сент-Клэрсвилл с 1807, Спрингфилд с 1808, Гамильтон и Лебанон с 1810. Были и иные крупные поселения, но без городского статуса, в частности, Цинциннати, Мариетта и Чилликоте. В Цинциннати в 1810 году жило уже 2320 человек.
Долгое время у штата не было постоянной официальной столицы, и только 20 февраля 1810 года Ассамблея создала комиссию, которая выбрала подходящее место на реке Сайото. После долгих обсуждений в феврале 1812 года Ассамблея постановила основать город Коламбус. Он был распланирован на участки, которые были выставлены на продажу. К концу 1813 года население столицы составляло уже 300 человек.

### Англо-американская война
Конфликту с Англией в Огайо предшествовал конфликт с индейцами шони, которые начали объединяться вокруг пророка Тенскватава. В 1808 году тот основал поселение Типпекану на реке Уобаш. Его брат Текумсе стал формировать альянс для войны с белыми людьми, особенно после того, как Уильям Генри Харрисон в 1809 году заключил с индейцами договор в форте Уэйн. В ноябре 1811 года Харрисон с отрядом в 1000 человек подошёл к Типпекану, был атакован индейцами и 7 ноября разбил их в сражении при Типпекану. Так как британцы помогали индейцам в этом конфликте, эти события повлияли на решение Конгресса объявить войну Англии 18 июня 1812 года. Жители Огайо в основном поддержали войну, хотя выходцы из Новой Англии были против, и конгрессмены от Огайо раскололись во мнении. Англо-американская война началась с неудач: генерал Уильям Халл с отрядом огайского ополчения выступил из Детройта, но был остановлен британцами и индейцами Текумсе, отступил назад в Огайо и сдал Детройт.
Президент Мэдисон назначил главнокомандующим в регионе генерала Харрисона. Тот собирался атаковать Детройт, но разгром генерала Винчестера в сражении при Френчтауне сорвал эти планы. Огайо оказалось под прямой угрозой вторжения, в результате по всему штату стали строиться укрепления, в частности, форт Мигс на месте современного Перрисберга. В 1813 году англичане дважды атаковали форт Мигс, но безрезультатно. Во время второго вторжения англичане с индейцами, отступая, атаковали форт Стивенсон, но были отбиты. Это сражение стало последним сражением с индейцами в Огайо и последним иностранным вторжением на территорию Огайо. 10 сентября 1813 года англичане были разбиты в сражении на озере Эри, что заставило их сдать Детройт, а во время отступления они были атакованы генералом Харрисоном и разбиты в сражении на Темсе. Текумсе погиб в этом бою. Впоследствии индейцы заключили с американцами серию договоров (1817, 1818, 1825, 1831 и 1842), уступив им все свои земле в Огайо. В 1843 году история индейцев в Огайо завершилась.
Война принесла штату политические выгоды и породила несколько крупных политиков. Томас Уортингтон стал губернатором Огайо в 1814 году; в том же году губернатор Мигс стал главным почтмейстером США и первым огайцем на высоком посту в системе исполнительной власти. Полковник Дункан Макартур стал губернатором Огайо, а полковник Льюис Касс — губернатором территории Мичиган. Но больше всех прославился Уильям Харрисон, который стал первым огайцем на посту президента США.

### Эра доброго согласия
После войны штат Огайо пережил стремительный экономический и демографический рост, так что в послевоенное десятилетие было дополнительно создано 28 округов, из них 15 — в марте 1820 года. Наступили стабильные, политически спокойные времена, известные как Эра доброго согласия. Межпартийная вражда угасла, так что федералист Аллан Тримбл смог дважды (1822, 1826) стать губернатором штата. Политиков волновали в основном банки и денежное обращение, так что губернатор Уортингтон настоял на принятии законов по регуляции банков в 1815—1818 годах. Вскоре штат пережил Кризис 1819 года, который так восстановил огайцев против банков, что легислатура обложила Банк США налогом. Через несколько дней Верховный суд США в деле McCulloch v. Maryland объявил подобные решения антиконституционными, но шериф Джон Харпер всё равно силой отобрал у банка $100 000 в счёт налога. Губернатор попытался вернуть деньги, но ему не хватило на это полномочий. В итоге Окружной суд арестовал казначея штата и вернул деньги. В 1824 году Верховный суд в деле Osborn v. Bank of the United States признал действия аудитора и шерифа незаконными. Генри Клей в этом деле был на стороне банка, из-за чего пострадала его репутация в Огайо.
В 1820 году огайское общество было обеспокоено Миссурийским компромиссом, который, по предложению Генри Клея, сделал Миссури рабовладельческим штатом. Это ещё больше подорвало репутацию Клея в штате.
Появление новых штатов на западе (Индианы в 1816, Иллинойса в 1818 и Миссури в 1821) вызвало опасение, что мигранты поедут туда в обход Огайо, и было принято решение улучшить инфраструктуру Огайо, чтобы сделать штат более привлекательным для миграции. Губернатор Этан Браун агитировал за строительство каналов в 1818—1822 годах, а после него нашлись сторонники развития системы школ. Хотя существовали как противники каналов и школ, так и те, кто был недоволен новыми налогами на эти проекты, 4 и 5 февраля 1825 года были приняты законы, вводящие налог на каналы и налог на школы. Это было важное решение, которое во многом изменило будущее штата. На принятие закона повлиял приток мигрантов из Новой Англии, и с ними же пришли призывы к социальным реформам. На президентских выборах 1824 года Огайо голосовал за Генри Клея, а на финальном голосовании в Палате представителей голоса от Огайо достались Джону Квинси Адамсу. Политическая активность избирателей начала внезапно расти после этих выборов, и раздробленный электорат штата стал постепенно стягиваться в две партии: Демократическую партию Джексона и партию вигов Клея, что привело к формированию в штате Второй партийной системы.
На выборах 1828 года огайцы отдали свои голоса поровну Адамсу и Джексону, и с этого момента Огайо превратилось в колеблющийся штат.
В 1832 году Огайо затронула Вторая холерная пандемия. Её первые вспышки случились в Канаде, в Квебеке и Монреале, и оттуда вместе с пассажирами пароходов она проникла в огайский Кливленд. Первый случай был зафиксирован 10 июня на пароходе Henry Clay. В Огайо холера проявила себя слабо: она длилась всего месяц и унесла жизни 50 человек, и ещё 14 человек умерло при повторной вспышке в октябре.
В 1833 году территория Мичиган стала готовиться к вступлению в Союз, но выяснилось, что между Мичиганом и Огайо существует нерешённый земельный спор. Конфликт из-за этой земли стал известен как «Война за Толидо». И огайский губернатор Роберт Лукас, и территориальный губернатор Мичигана Стивен Мэйсон отправили на спорный участок отряды ополчения. Конфликт тянулся три года; президент Эндрю Джексон встал на сторону Огайо, чтобы заручиться его поддержкой на выборах своего преемника Ван Бюрена, и велел мичиганцам покинуть спорный участок. В 1836 году Конгресс США обещал дать Мичигану статус штата, только если тот уступит «Толедский участок» Огайо. Мичиган принял условия и война завершилась.
Толидская война показала, насколько влиятельным стал штат Огайо. К 1840 году его население достигло 1,5 миллиона, а огайские конгрессмены составляли 9,5 % всего Конгресса. В год окончания войны на президентских выборах 1836 года огайец Уильям Гаррисон был кандидатом в президенты, хотя и проиграл Ван Бюрену. Но на выборах 1840 года он победил и стал первым из восьми президентов-огайцев. Партия вигов стала контролировать политику в штате и по её инициативе были приняты Банковский закон 1845 года и огайский школьный закон 1848 года. Несмотря на отдельные ошибки, политика вигов была в целом успешной. Но затем она стала терять популярность. На выборах 1844 года виг Генри Клей в последний раз смог завоевать голоса огайцев.
Считается, что на выборах 1840 года Гаррисон стал использовать каштаны как символ своей президентской кампании. С этого момента Конский каштан голый (Buckeye) стал восприниматься как символ штата Огайо, и впоследствии штат получил официальное прозвище Buckeye state.

### Развитие транспорта
В 1810 году инженеры Роберт Фултон и Николас Рузвельт основали огайскую навигационную компанию, и последний построил в Питтсбурге первый пароход — «Новый Орлеан». В 1811 году тот отплыл из Питтсбурга, прибыл в Цинцинати, 1 октября 1811 года достиг Луисвилла, откуда вернулся в Цинциннати, дождался высокой воды для прохода огайских порогов, и тогда ушёл в Новый Орлеан.
Транспортная революция в США началась в 1817 году, когда в штате Нью-Йорк начали строить канал Эри. Огайцы решили последовать примеру Нью-Йорка и связать каналом озеро Эри с рекой Огайо. 4 июля 1825 года началось строительство канала Ohio and Erie Canal. Строительство было закончено в 1832 году и весь канал протянулся на 309 миль, хотя первые его участки открылись уже в 1827 году, когда губернатор Тримбл провёл первый пароход State of Ohio из Аркона в Кливленд. К 1845 году был построен канал Майами-Эри (245 миль) и теперь у штата было почти 600 миль каналов, которые проходили почти через половину всех округов. Обычно по ним доставляли товары с юга штата к реке Огайо или из севера к озеру Эри. Каналы штата стали важным звеном в цепи каналов, связывающих Мексиканский залив с Нью-Йорком. Строительство требовало больших расходов, в результате к 1841 году долги штата составили 11 миллионов долларов, но если строительство каналов разорило Индиану и Мичиган, то Огайо смог справиться с проблемой и выплатить все долги к 1903 году. Сборы с канала никогда не покрывали расходов на его содержание, но он обеспечил стремительный рост огайской экономики: только население Кливленда увеличилось с 600 человек в 1820 году до 17034 в 1850 году. Население всего штата утроилось за время строительства канала, отчасти из-за притока рабочих на стройки. В штате, получившем доступ к новым рынком, увеличилось производство товаров и поднялись цены на них.
Почти одновременно с системой каналов в 1827 году начала создаваться ещё одна транспортная система Огайо: началось строительство самой первой и самой успешной железной дороги в США — Baltimore and Ohio Railroad. В 1836 году появился первый участок между Толидо и мичиганским Адрианом. В 1938 году заработала железная дорога между Сандаски и Белливью. Между 1840 и 1859 годами было учреждено 216 железных дорог, но лишь несколько десятков проектов были завершены. К 1850 году в Огайо было уже 300 миль железных дорог. С самого начала железные дороги оказались более быстрым и более удобным транспортом и быстро, лет за 20, перехватили грузопоток у каналов, которые стали вторичным транспортным средством. За 1850-е года общая длина железных дорог штата удесятерилась (до 2974 миль) и Огайо стал штатом с самой развитой железнодорожной системой в стране

### Конституция 1851 года
Конституция 1802 года стремительно устаревала по мере изменений в жизни штата, но она допускала только один вид внесения поправок — методом полного переписывания конституционным конвентом. Виги долгое время были против референдума, но в 1848 года Демократы в блоке с Партией свободной земли продавили это решение, и конвент собрался в Коламбусе в мае 1850 года. Новая конституция радикально поменяла юридическую систему штата. Под влиянием джексонианских демократов был установлен лимит внешнего долга и было запрещено давать деньги в долг частным компаниям. Ассамблея потеряла право учреждения новых округов, из-за чего созданный в 1851 год округ Нобл стал последним (88-м) в истории штата. Ассамблея теперь собиралась не раз в год, а раз в два года. Несмотря на сокращение полномочий Ассамблеи и расширение полномочий губернатора, Огайо оставался штатом с самой слабой исполнительной властью в стране. Предложение дать право голоса чернокожим и женщинам было отклонено подавляющим числом голосов. Возникло предложение переправить всех чернокожих штата в Африку за счёт штата, но оно не прошло. Вместе с тем, «Чёрный законы» были отменены конвентом.
Конституция проигнорировала потребности индустриального развития и последствия транспортной революции и отражала в основном взгляды аграриев. Важным новшеством было разрешение на внесение поправок, и с тех пор они вносились около 150-ти раз, но конституция 1851 года действует в Огайо по сей день.

### Сецессионистский кризис
На президентских выборах 1844 года Огайо голосовал за Генри Клея, поэтому не одобрял политику президента Полка. Многие жители штата были против присоединения Техаса и войны с Мексикой. Губернатор Мордехай Бартли был личным противником войны, но всё же призвал к набору добровольцев. Для войны с Мексикой были сформированы 1-й, 2-й и 3-й Огайские пехотные полки, которые приняли участие в сражении при Монтеррей и в осаде Веракруса. Но в Конгрессе продолжались споры о целесообразности присоединения территорий Северной Мексики, и огайский сенатор Томас Корвин в феврале 1847 года выступил в сенате с протестной речью, которую историк Карл Виттке называл одной из самых удивительных в истории сената США.
Мексиканская война обострила споры о распространении рабства на новых территориях. Они временно утихли после принятия Компромисса 1850 года, но огайцы были недовольны Законом о беглых рабах, что выразилось в появлении романа Гарриет Бичер Стоу «Хижина дяди Тома», напечатанного в Кливленде в 1852 году. В 1854 году конфликт снова обострился после принятия закона Канзас-Небраска. В Огайо в это время теряла позиции партия вигов, но 13 июля 1854 года бывшие виги, партии свободной земли и нативистов, собрались на конвент в мичиганском Джексоне и сформировали альянс, который в 1855 году стал называться огайской республиканской партией. В том же году республиканцы продвинули в губернаторы Салмона Чейза, который в 1857 году был переизбран на новый срок. На первом конвенте республиканской партии в 1856 году кандидатом в президенты был избран огайец Джон Фримонт, который, однако, проиграл выборы Джеймсу Бьюкенену. Но с этого момента 14 раз подряд Огайо голосовал за республиканского кандидата.
В августе 1857 года в Цинциннати разорилась страховая компания, что привело к экономическому кризису 1857 года и двухлетней экономической депрессии.
В 1858—1859 годах большую известность получили события, известные как «Инцидент Оберлина-Веллингтона»: беглый раб был арестован в Оберлине и доставлен в Веллингтон, где местные аболиционисты силой освободили его. Их обвинили в похищении человека и приговорили к тюремному заключению, но под давлением общественного мнения обвинения были сняты. Под влиянием этих событий усилились требования отмены Закона о беглых рабах. Трое из осуждённых присоединились к аболиционисту Джону Брауну и участвовали в нападении на арсенал в Харперс-Ферри в 1859 году. События в Оберлине привлекли внимание всей страны и во многом повлияли на настроения во время президентских выборов 1860 года.
На конвенте республиканской партии 1859 года сильным кандидатом был огайец Салмон Чейз, но конвент в итоге проголосовал за кандидатуру Авраама Линкольна. На президентских выборах он получил только 40 % голосов, но так как демократическая партия раскололась на две фракции, он оказался победителем. Подавляющее число голосов пришло от Огайо, Нью-Йорка и Пенсильвании. 20 декабря Южная Каролина вышла из состава Союза, а за ней последовали остальные южные штаты. 12 апреля 1861 года с обстрела форта Самтер в Южной Каролине началась Гражданская война.

## Гражданская война
К началу войны Огайо был третьим по населённости штатом севера, первым по поголовью лошадей и овец, вторым по кукурузе, сыру, и совокупной стоимости скота и первым по длине железных дорог. Город Цинциннати уступал только Нью-Йорку и Филадельфии по уровню индустриализации. Но общество штата не было единым: имелись трения между севером и югом, между мигрантами и коренными жителями, между чёрными и белыми и даже между женщинами и мужчинами. Не было единого мнения и по поводу рабства.
Губернатором Огайо на начало войны был республиканец Уильям Дэннисон. В апреле 1861 года президент объявил о наборе 75 000 добровольцев, и квота Огайо составила 13 000. Для формирования этой армии Деннисон создал 11 военных лагерей. Он хотел назначить главнокомандующим Ирвина Макдауэлла, но политики в Цинциннати настояли на кандидатуре Джорджа Макклеллана. Дэннисон проявил хорошие организаторские способности, справился с неразберихой и привёл штат в военное положение. В первые же дни были сформированы 1-й и 2-й огайские полки и отправлены в Вашингтон. По настоянию губернатора Маклеллан начал Западновирджинскую кампанию: он ввёл армию в западные округа Вирджинии, взял под охрану железные дороги, обезопасил границы с Огайо и помог формированию штата Западная Вирджиния. Летом президент объявил о новом наборе, и на этот раз Огайо поставил под ружьё 67 000 человек.
Однако, огайцы были недовольны губернатором и в конце года выбрали демократа Дэвида Тода, который руководил штатом в 1862 году, когда южане вторгались в Кентукки и угрожали Цинциннати. Весной того года армии Гранта и Бьюэлла вторглись из Огайо в Кентукки. В Конгрессе США в это время обсуждался вопрос освобождения рабов, что вызвало недовольство многих огайцев. В начале 1863 года командиром огайского департамента стал Эмброуз Бернсайд, который издал несколько приказов против тех, кто открыто сочувствовал южанам. В штате произошло несколько протестов против воинского призыва, хотя и не таких крупных как в штате Нью-Йорк. В 1863 году около 4300 огайцев участвовали в Битве при Геттисберге; в частности, 4-й и 8-й огайские пехотные полки были частью Гибралтарской бригады, которая отражала Атаку Пикетта. В те же дни по территории Огайо прошла рейдом кавалерия Моргана.
На губернаторских выборах того года «военный демократ» Джон Броу победил «антивоенного демократа» Вилландигхама 288 374 голосами против 187 492, что, однако, показало серьёзный уровень антивоенных настроений в штате. На выборах 1864 года Огайо голосовал за Линкольна и республиканскую партию.
В годы войны Огайо дал армии 200 генералов, из них 20 генерал-майоров, включая Кастера, Макдауэлла, Бьюэлла, Роузкранса и Макферсона, но наиболее знаменитыми стали трое огайсцев: Шеридан, Шерман и Грант.

## Послевоенный период

### Эпоха реконструкции
После войны президент Эндрю Джонсон объявил, что примет обратно в Союз все южные штаты, которые отменят рабство на своей территории. Эта политика стала известна как Президентская реконструкция. Эта политика вызвала недовольство радикальных республиканцев, вождями которых были огайцы Бенжамин Уэйд и Джон Бингхам. Они были намерены добиваться полного равноправия для чернокожих, а не только их освобождения. В июне 1866 года Конгресс принял 14-ю поправку к Конституции (признающую чернокожих гражданами), автором которой был Бингхэм. В Огайо в это время был губернатором Джейкоб Кокс, который был против равноправия и за «мирное раздельное существование». При Коксе в январе 1867 года Ассамблея ратифицировала 14-ю поправку.
В марте 1867 года Конгресс принял Акты о реконструкции (авторства огайца Джона Шермана), который возвращал Южные штаты, кроме Теннеси, под военное управление. В Огайо республиканцы предложили убрать упоминание «белого человека» из конституции штата, но предложение было отклонено. На губернаторских выборах 1867 года соревновались Аллан Тёрман (противник прав голосования для чёрных) и ветеран войны Ратерфорд Хейс. Хейс победил, но предложение дать чернокожим право голоса было отклонено. Тёрман перешёл в Сенат США, где пытался отозвать ратификацию 14-й поправки, но Конгресс проигнорировал его усилия. Ассамблея приняла закон, лишающий права голоса всех потомков чернокожих, но Верховный суд штата не дал закону вступить в силу.
В 1868 году Конгресс вынес импичмент президенту. Предложение было внесено огайцем Джеймсом Эшли, а Джон Бингхэм составил обоснование импичмента. На голосовании сенаторы Шерман и Уэйд высказались за импичмент, и если бы решение было принято, то Уэйд, как президент Сената, стал бы новым президентом, но для импичмента не хватило одного голоса. В том же году прошли президентские выборы, на которых победил другой огаец, Улисс Грант. В этот момент была принята Конгрессом 15-я поправка, за которую выступали и президент Грант и губернатор Хейс, но демократическая ассамблея Огайо была против. В конце года Хейс был переизбран, а республиканцы получили небольшое большинство в ассамблее, и в 1870 году поправка была ратифицирована. Депрессия 1873 года подорвала позиции республиканцев и они снова утратили большинство в Ассамблее штата. Одновременно стали слабеть позиции радикальных республиканцев в стране, люди разочаровались политикой реконструкции, и в итоге в 1874 году демократы добились большинства в Конгрессе США, а в 1877 году, с избранием на пост президента Ратерфорда Хейса, реконструкция была официально завершена.

### Огайо 1880—1900
В самом Огайо в начале 1870-х обострились споры вокруг запрета алкоголя и в то же время в 1871 году было решено созвать конституционный конвент. Он собрался в мае 1874 года, из его 105 делегатов 50 были республиканцами и 46 демократами. Был разработан новый проект конституции, но он был отклонён по результатам референдума. В те же годы усилились призывы к запрету алкоголя, в котором видели причину безработицы, роста криминала и тд. Движущей силой протеста были женщины, которым удалось добиться запрета многих питейных заведений. Легислатура штата в 1882 году ввела налог на такие заведения, но Верховный суд Огайо признал его неконституционным. Аналогичный закон от 1883 года был также объявлен неконституционным в 1884 году. Губернатор Фостер в этом вопросе был на стороне легислатуры и при его поддержке в 1883 году были предложены две конституционные поправки, помогающие регулировать рынок алкоголя и дающие шанс на введение полного запрета в будущем. Но референдум не принял их.
В начале 70-х губернатором был Ратерфорд Хейс, первый губернатор Огайо, отслуживший три срока. Он пробыл на посту два срока с 1868 по 1872 год, потом удалился в своё поместье, но в 1875 году республиканцы стали проигрывать в борьбе за власть, и надеялись, что Хайс спасёт положение: на выборах 1875 года Хайс победил и стал губернатором в третий раз. На президентских выборах 1876 года партия выдвинула его кандидатом, он победил демократа Самуэля Тилдена и стал 19-м президентом США.
На губернаторских выборах 1883 года победил демократ Джордж Хоадли, и демократы получили большинство в Ассамблее штата, что повлияло на президентские выборы 1884 года, где победил демократ Гровер Кливленд, первый президент-демократ с 1856 года. В 1885 году губернатором стал Джозеф Форакер, которому удалось в 1886 году провести Закон Доу, дающий правительству штата полномочия вводить налоги на продажу алкоголя. Однако, Форакер был тесно связан с различными коммерсантами, и оказался впутан в коррупционные сделки.
Историк Карл Виттке писал, что с Форакера началась эпоха новой политической идеологии, он принёс с собой принцип власти капитала. По всей стране в 1885 году крупные коммерсанты боролись за власть, манипулируя легислатурами штатов. В 1889 году Форакера победил на губернаторских выборах Джеймс Кэмпбелл, который не совершил ничего выдающегося, хотя и провёл несколько административных законов. Под конец его срока за место губернатора стал бороться Уильям Маккинли, член Палаты представителей США от Огайо, которого поддержал Форакер и крупный огайский бизнесмен Марк Ханна. Маккинли победил и отслужил губернатором два срока. При Маккинли штат перенёс экономический кризис 1893 года и засуху. В Огайо прошло несколько забастовок, что заставило Маккинли применять армию для наведения порядка, и он лично, как бывший офицер, следил за действиями военных.
В 1896 году Маккинли начал бороться за президентский пост, в чём его снова поддержал Марк Ханна. Карикатуристы того времени изображали Маккинли как марионетку Ханны, хотя в реальности Ханна занимал подчинённое положение. При его помощи Маккинли легко победил на партийном конвенте, а потом и на национальных выборах. Его победа ослабила демократическую партию на севере и привела к долговременному доминированию республиканцев. При Маккинли США начали войну с Испанией из-за Кубы. Считается, что Огайо, где губернатором был Аса Башнелл, первым сформировал и отправил на фронт свою квоту солдат, три пехотных полка, которые, однако, не принимали активного участия в боях. По итогам войны США получили Кубу, Филиппины, Гуам и Пуэрто-Рико, и Сенат, после долгих споров, одобрил это решение. Гражданским администратором Филиппин стал огаец Уильям Говард Тафт. Военный успех позволил Маккинли переизбраться в 1900 году, но во время визита в Буффало он был застрелен анархистом Леоном Чолгошем.
В 1897 году освободилось сенатское место, которое занял бывший губернатор Форакер. В том же году президент назначил огайского сенатора Джона Шермана на должность госсекретаря, а его сенатское место занял Марк Ханна. Ханна и Форакер прослужили до 1909 года, и оба были крупными политиками при Маккинли. Форакер составлял законы для Пуэрто-Рико и продвигал проект строительства Панамского канала, но позже оказался в плохих отношениях с президентом Рузвельтом, а в 1909 году покинул сенат после публикации компрометирующих его писем.

### Индустриализация в Огайо
В конце века штат Огайо стал одним из ведущих индустриальных штатов страны. По объёмам добычи угля и производству железа он уступал только Пенсильвании. Открытие нефти привело к Нефтяному буму в Огайо, во время которого её годовая добыча выросла с 38940 баррелей (1880) до 16 миллионов (1890) и 22 миллионов (1900), что вывело штат на первое место по этому показателю. Ведущими индустриальными городами были Кливленд и Цинциннати; в последнем находилось производство фирмы Procter & Gamble, мирового лидера по производству мыла, а также фабрики по производству обуви и одежды. Кливленд был известен нефтеперерабатывающими заводами, в частности компании Standard Oil, основанной в 1870 году. Население Кливленда стремительно росло и вначале XX века он стал 5-м по населению городом США. Рядом росли города Акрон, Кантон и Янгстаун. В Акроне разместились заводы, производящие резину: Goodrich Corporation, Goodyear Tire and Rubber Company, Firestone и позже General Tire. Кантон был известен производством стали, а в 1901 году в него переехала фирма Timken, производящая подшипники.
Железо и сталь производились на северо-востоке штата, в основном в Янгстауне, который стоял на залежах угля и железной руды долины реки Махонинг. Город Коламбус развивался за счёт правительственных учреждений и университета, но также и за счёт производства карет, вагонов, сельскохозяйственных инструментов и пива. Город Толидо развивался за счёт индустрии нефти и газа, а затем туда переехали заводы фирмы Libbey Glass Works, и Толидо стал «Стеклянным городом». Позже, после зарождения автомобильной промышленности, в Толидо открылись заводы фирмы Willys-Overland. Развивались и мелкие городки в провинции; например в Зейнсвилле открылось керамическое производство Самуэля Веллера, крупнейшее в мире к 1910 году.
Индустриализация изменила политическую атмосферу в штате, усилив позиции республиканцев, которые теперь всё чаще побеждали на выборах. Лидеры партии наладили хорошие отношения с крупным бизнесом и были сторонниками минимального вмешательства государства в экономику. Стала популярной теория социального дарвинизма, согласно которой общество выигрывает от выживания сильнейших и вымирания слабейших.

## XX век

### Эпоха прогрессивизма
Как и в иных северных штатах, прогрессивизм в Огайо зародился в крупных городах, как протест среднего класса против засилия крупного бизнеса. Мотивы прогрессивистов были отчасти светскими, отчасти религиозными, и они часто говорили о социальных проблемах евангельским языком. Умеренные прогрессивисты требовали реформы государственной службы, отмены привилегий для бизнеса и антитрестового законодательства, а более радикальные требовали 8-часового рабочего дня и прямого избрания сенаторов. В Огайо прогрессивизм проявил себя в 1897 году, когда мэром Толидо был избран Самуэль Джонс. Он ввёл 8-часовой рабочий день в полиции и на всех общественных работах. При этом Джонс поссорился с республиканцами, что не позволило ему стать кандидатом в губернаторы Огайо, и на выборах мэра 1899 года он участвовал без партийной поддержки. Джонс победил с большим перевесом, набрав 70 % голосов.
В 1903 году Джонс боролся за третий срок вопреки враждебности прессы и снова победил, но умер в июле 1904 года. Он был первым прогрессивистом штата, который вдохновил своим примером других политиков как в Огайо, так и в других штатах. Одним из его последователей стал Вашингтон Гладден, который в 1900 году стал членом муниципального совета Коламбуса. Он утверждал, что рабочие должны отстаивать свои права коллективно, а не по одиночке. Гладден ушёл из политики в 1902 году, вернувшись к работе проповедника, но к тому времени в политику пришёл другой прогрессивист, Том Джонсон, который стал мэром Кливленда в 1901 году.
Президентом США в 1901 году стал прогрессивист Теодор Рузвельт, а в 1909 году его место занял другой прогрессивист, огаец Уильям Тафт. В 1912 году Рузвельт основал Прогрессивистскую партию и пытался вернуть себе президентство, но на выборах того года в Огайо и в стране в целом победил демократ-прогрессивист Вудро Вильсон. В Огайо с 1909 по 1913 год губернатором был Джадсон Хармон, при котором в 1913 году в Огайо было принято законодательство по охране детского труда. Этот Детский Кодекс, написанный по аналогии с законами европейских стран, стал первым кодексом такого рода в США: в частности, он поднял минимальный возраст для детского труда (15 для мальчиков и 16 для девочек) и создал систему ювенильных судов.
В том же году губернатором стал Джеймс Кокс, который продолжил политику реформ. При нём женщинам было разрешено занимать некоторые административные должности, хотя предложение дать им ещё и право голосования было отклонено голосованием 1914 года. Кокс сумел добиться 8-часового рабочего дня для лиц, занятых на общественных работах. Была исправлена система тюрем, усовершенствована система школьного образования и предприняты меры по улучшению дорог.

### Огайо как родина авиации
Огайский город Дейтон стал знаменит тем, что в нём жили братья Райт и работали здесь над созданием первого самолёта. Уилбер Райт родился в Индиане, но его брат Орвилл родился уже в огайском Дейтоне в 1871 году. В 1892 году они открыли велосипедную компанию, а затем стали разрабатывать летательный аппарат, для чего с 1900 по 1903 год ездили в Северную Каролину. Для экономии денег они весь 1904 год работали в Огайо, недалеко от своего дома, и за это время ими был создан самолёт Wright Flyer II. Для испытания аппарата братья использовали Поле Хаффмана около Дейтона, и здесь в мае 1904 года были произведены первые, неудачные, полёты в присутствии журналистов. Братья продолжали работу весь год и 7 сентября 1904 года осуществили первый удачный полёт, потом ещё несколько, при этом научившись делать развороты в воздухе. 20 сентября Орвилл Райт смог впервые пролететь по полному кругу.
В 1905 году братья снова работали на поле Хаффмана и здесь ими был создан самолёт Wright Flyer III. С 1910 года они использовали Поле как тестовую площадку и лётную школу. В 1916 году братья перестали пользоваться Полем Хаффмана. Сейчас это поле находится в границах авиабазы Райт-Паттерсон, оно объявлено национальной достопримечательностью в 1990 году.

### Конституция 1912 года
Вопросы, которые волновали огайское общество в эпоху прогрессивизма, подробно обсуждались на конституционном конвенте 1912 года. Из 119 делегатов конвента примерно три четверти были прогрессивистами. На конвенте было сформировано 19 комитетов по 17-22 члена, при этом каждый член числился одновременно в трёх комитетах. Было решено не отправлять конституцию на утверждение референдумом, а принимать её голосованием пункт за пунктом. Дебаты привлекли внимание всего штата, а так как 1912 год был годом президентских выборов, то на конвенте выступили все кандидаты в президенты. Больше всего времени было посвящено проблеме алкоголя и правилам референдума. Много споров вызвали вопросы о праве голоса. В конституции было прописано, что такое право имеет любой белый мужчина старше 21 года, проживший в штате хотя бы год. Было предложено убрать уточнение «белый», но предложение не прошло. Аналогично было отклонено предложение убрать слово «мужчина»: право голоса для женщин обсуждалось долго, но принято не было (было решено вынести этот вопрос на референдум). Всего же было принято 38 поправок, в частности, о регулировании рабочего времени, минимальной оплаты труда и охране здоровья. Потребление алкоголя было ограничено, но не полностью запрещено.

### Наводнение 1913 года
В 1913 году Огайо столкнулось с самой крупной природной катастрофой в своей истории. 21-23 марта на штат обрушились несколько штормов: первый принёс сильные ливни, второй принёс похолодания вплоть до заморозков. Третий шторм принёс ливни, которые не смогла впитать замёрзшая земля, и это привело к наводнениям по всей долине Огайо. Сильнее всех пострадал город Дейтон, где погибло 123 человека. В Коламбусе погибло 100 человек, а в Акроне пришлось взорвать шлюзы на канале Огайо-Эри, чтобы обеспечить сток воды. Аналогичные меры на других каналах привели к полному прекращению их использования. Всего погибло 428 человек, было смыто 20000 домов, и ещё примерно столько же повреждено. был затоплен водой, но не пострадал Wright Flyer, первый самолёт братьев Райт. Наводнения заставило правительство разработать новую систему по предотвращению наводнений (Ohio Conservancy Act). Кокс полагал, что его участие в борьбе с наводнением поможет ему на выборах 1914 года, но он проиграл консервативному республиканцу Фрэнку Уиллису.

### Первая Мировая война
В 1914 году в Европе началась Великая война, в которой США сначала придерживались нейтралитета, но внешнеполитические события привели к тому, что в апреле 1917 года Конгресс США объявил войну Германии. В ней приняли участие 225 000 огайцев, из которых 6500 человек не вернулось домой. Самым известным огайцем стал лётчик Эдвард Рикенбейкер, который сбил 22 аэроплана и 4 дирижабля. Из огайцев состояла 37-я пехотная дивизия, которая участвовала в Мёз-Аргоннском наступлении и наступлении на Гент. Чернокожие огайцы служили в 372-м пехотном полку, который по расовым соображениям был передан французской армии и числился в 157 дивизии.
Индустрия Огайо была важным элементом военной экономики; резиновые фабрики в Арконе получили столько заказов, что были вынуждены привлекать рабочих из других штатов, и население Аркона выросло в несколько раз. Численность рабочих на фабриках Firestone увеличилась с 1000 до 19800 человек. Нехватка рабочих рук привела к тому, что женщины стали выполнять работы, ранее им запрещённые. Это повлияло на спор о правах женщин: так как война шла «за демократию», то стало труднее отказывать женщинам в равноправии. В 1919 году была принята 19-я поправка, дающая женщинам право голоса. Огайо стал пятым штатом, который ратифицировал её (в 1920 году).
Война увеличила приток чернокожих, численность которых к 1920 году достигла 186187 человек. Приезжие сразу столкнулись с расовыми ограничениями: их обычно селили в специальных кварталах городов, а многим приходилось жить в палатках и заброшенных зданиях. Но, несмотря на дискриминацию, в Огайо было больше возможностей, чем на Юге, и чернокожие постепенно стали важной частью огайского общества.
В 1918 году в Огайо началась эпидемия Испанского гриппа: на пике пандемии в Кливленде умирало по 682 человека в неделю. Все школы были закрыты или переоборудованы в госпитали. Осенью пандемия начала спадать и полностью прекратилась к лету 1919 года.
Общественное мнение штата в годы войны не было единым; потомки англичан поддерживали Антанту, немцы и ирландцы симпатизировали Центральным державам, был и ощутимый блок пацифистов. Правительство пыталось пропагандировать социальное единство и отчасти по этой причине в 1918 году был принят «Сухой закон», который в январе 1920 года был принят 18-й поправкой на национальном уровне. Были введены строгие законы относительно газет, что сделало невозможным печатать статьи в поддержку Германии. Исчезли немецкие названия улиц, а город Нью-Берлин был переименован в Норт-Кэнтон. Появились Американизационные сообщества, которые помогали в деле ассимиляции (американизации) иностранцев. Социальная напряжённость, однако, сохранялась и вылилась в многочисленные забастовки; самая крупная прошла в городах Огайо в сентябре 1920 года.
В напряжённой послевоенной обстановке прошли президентские выборы 1920 года. И демократы и республиканцы полагались на огайских политиков: демократы выдвинули кандидатом огайского губернатора Кокса, а республиканцы — огайского сенатора Уоррена Гардинга. Это были первые выборы, ход которых транслировался по радио. Хардинг победил в Огайо и в целом по стране. Проголосовав за консерватора Хардинга огайцы показали, что устали от реформ. Огайо вступило в консервативную фазу своей истории.

### 1920-е годы
«Ревущие двадцатые» известны как период стремительного экономического роста, низкого уровня безработицы и быстрого роста доходов. Огайо оказался в центре этого процесса. Штат уже был индустриализирован, но теперь появились новые виды промышленности: электрическая, химическая и авиационная. Спрос на огайские автомобили помогал развиваться производству резины, стекла и стали. Экономический рост совпал с ростом консерватизма в правительстве страны: президент Гардинг стремился больше поддерживать бизнес, чем регулировать его. Он умер в 1923 году, но при этом политические скандалы навредили его репутации и репутации Огайо: его осуждали за злоупотребление спиртным (в годы сухого закона), внебрачные связи, и за коррумпированное окружение, известное как «огайская шайка». Он стал последним в истории президентом-огайцем. Вице-президент Кэлвин Кулидж занял его место, после чего победил на выборах 1924 года. Вице-президентом при нём стал огаец Чарльз Дауэс.
В Огайо в 1920 году губернатором стал республиканец Гарри Дэвис, после которого выборы 1922, 1924 и 1926 годов выигрывал демократ Вик Донахью. При нём в штате были улучшены дороги (ввиду роста количества колёсного транспорта), а в 1923 году из конституции штата убрали уточнение о том, что голосовать могут только белые. В 1928 году губернатором стал республиканец Миерс Купер, при котором начался кризис 1929 года, скомпрометировавший и Купера и всю республиканскую партию. В эти годы усилилась урбанизация: в 1920 году количество городских жителей впервые превысило количество сельских. Из-за «сухого закона» снизилось потребление алкоголя, но развилась коррупция и организованная преступность. В Огайо процветали подпольные бары, «спикизи» и подпольное производства алкоголя, бутлегеры завозили его из Канады по озеру Эри в Кливленд, который стал центром организованной преступности.
В 1920-е огайские женщины впервые начали голосовать на выборах, а с 1922 года впервые были избраны в правительство и Верховный Суд. Изменилась и их частная жизнь: в моду вошли короткие стрижки и короткие юбки, они стали появляться в питейных заведениях, курить, ходить на танцы и чаще вступать в добрачные связи. У среднего класса в употребление вошли средства контрацепции и иные методы ограничения рождаемости. Такого рода изменения в обществе вызывали негодование традиционалистов, которые наиболее радикально проявили себя, создав Второй Ку-клукс-клан. Он состоял из белых протестантов англосаксонского происхождения, которые противопоставляли себя мигрантам, католикам, евреям, атеистам, коррупционерам, либералам и бутлегерам. Ку-Клукс-Клан был популярен в основном на Среднем Западе и особенно в Огайо, где его членов насчитывалось до 400 000 человек.
Многие политики осудили Ку-клукс-клан, но его члены быстро проникли в городские администрации и управления школ. Противниками клана выступили католики, преимущественно итальянцы, которые создали свои боевые организации. К 1925 году активность Клана начала постепенно угасать. Другим проявлением консерватизма стали споры о дарвинизме. В 1925 году в Теннесси состоялся «Обезьяний процесс» над учителем-дарвинистом Джоном Скоупсом, защитником которого выступил адвокат-огаец Кларенс Дэрроу. Как и в Теннесси, процесс породил движение против дарвинизма, но оно не привело к принятию законов против дарвинизма.

### Эра дирижаблей
В 1910 году в Огайо была организована первая воздушная грузовая перевозка (из Дейтона в Коламбус), а в начале 1920-х Огайо лидировал в области пассажирского авиасообщения. На каучуковых фабриках Акрона начали производиться первые дирижабли. Мировая война выявила необходимость в этом виде транспорта, и фирма Гудьир приступила к их производству. Была создана корпорация Гудьир-Цеппелин для производства военных и гражданских дирижаблей. Но уже в сентябре 1925 года первый американский дирижабль «Шенандоа» попал в шторм и упал на территории Огайо. В Акроне были построены USS Akron и USS Macon, крупнейшие в мире дирижабли, но Acron упал в Нью-Джерси в апреле 1933 года, а USS Macon упал в Калифорнии в феврале 1935 года. Когда же немецкий «Гинденбург» рухнул в Лейкхерсте в 1937 году, интерес к коммерческим дирижаблям стал ослабевать. С тех пор Гудьир использовал дирижабли только в рекламных целях.

### Великая депрессия
В конце 1929 года случился Биржевой крах, за которым последовал ряд разорений банков, общий кризис в промышленности и безработица. В Огайо кризис ударил по индустриальным центрам: в Толидо безработица достигла 80 %, в Акроне и Янгстауне 60 %. В среднем по штату в 1932 году она достигла 37,3 %. Во многих городах, кроме Коламбуса, стало сокращаться население. Выросла преступность и частыми стали ограбления банков, которыми особенно прославился Джон Диллинджер. Огайская республиканская партия не желала вмешиваться в экономику, и Ассамблея не предпринимала никаких действий, поэтому реальная помощь пришла со стороны федеральных властей.
На Президентских выборах 1932 года победил Франклин Рузвельт (набравший в Огайо 50 % против 47 % у Гувера), который начал создавать антикризисные агентства. Эти агентства нанимали безработных на общественные работы: стройку дорог, школ и национальных парков. Огайо был среди лидеров по количеству нанятых рабочих, уступая только Пенсильвании. Программы сначала были нацелены на помощь промышленным рабочим, но пришлось спасать и фермеров. В итоге Огайо голосовал за демократов и Рузвельта все 1930-е годы, и только на выборах 1944 года поддержал республиканца Томаса Дьюи. В 1935 году губернатором штата стал Мартин Дэви, которому не нравилось вмешательство федералов в дела штата, что привело его к конфликту с администрацией Рузвельта. В 1937 году Дэви убедил ассамблею потратить 17 миллионов долларов на помощь нуждающимся. Он продержался на посту до 1939 года, после чего два срока отслужил Джон Брайкер. Он тоже был противником политики Рузвельта, но она в эти годы уже начала терять популярность в Огайо. Брайкеру удалось стабилизировать бюджет, а затем началась Мировая война, доходы штата выросли и превысили расходы.
В эти годы в Огайо усилились профсоюзы и прошло несколько крупных забастовок, из которых самой известной стала забастовка в Толидо в 1934 году. При помощи толидских рабочих в том же году прошла крупная забастовка сельскохозяйственных рабочих. В Акроне в том году прошла сидячая забастовка, первая такого рода в Огайо. В 1937 году аналогичная прошла в Детройте.

### Вторая Мировая война
В 1939 году началась Вторая мировая война, в которой приняло участие 839 000 огайцев, из которых 23 000 человек не вернулось домой. Самым известным огайцем войны стал Пол Тиббетс из Коламбуса, который сбросил атомную бомбу на Хиросиму. В первые годы войны огайцы были в основном сторонниками нейтралитета: таковым был губернатор и сенаторы от Огайо. Брайкер, несмотря на разногласия с президентом, активно готовил штат к войне, и поэтому, когда война была объявлена, Огайо перешёл на военную экономику легче, чем другие штаты. Зарплаты рабочих выросли наполовину, а доходы фермеров почти вдвое. Также удвоилось количество рабочих в промышленности, это было достигнуто за счёт мигрантов с Востока и Юга страны. За войну Огайо получил военных контрактов на 18 миллионов долларов, оказавшись на четвёртом месте в стране по этому параметру.
Огайо внёс существенный вклад в военную экономику: заводы Goodyear выпускали самолёты «Корсар», в Толидо производили автомобили «Jeep». Исчезновение натурального каучука заставило организовать учёных, бизнесменов и чиновников для создания синтетического каучука. Университет Аркона и частный бизнес получил огромные средства на эти исследования. Так были получены Бутадиен-стирольные каучуки (GR-S). Нехватка рабочих рук заставила привлекать на заводы женщин, для чего был создан образ «Клепальщица Роузи». В Огайо женщины заняли до 30 % рабочих мест. При этом их зарплаты были ниже мужских, и их не принимали в профсоюзы. Эта работа в большинстве случаев была временная, и после окончания войны многие женщины вернулись в положение домохозяек. Те же причины заставили некоторые фирмы отказаться от дискриминации чернокожих.
Расовые трения создавали много проблем: специальные федеральные программы заставляли владельцев фирм принимать на работу женщин и чернокожих, в то же время белые рабочие иногда протестовали против этого. В 1941 году крупная забастовка против приёма чернокожих началась на заводе Curtiss-Wright. Несмотря на это, чернокожие приезжали в штат, в результате чего к 1950 году их стало уже полмиллиона человек — 6,5 % от населения штата. Треть из них поселилась в Кливленде. Война стала важным рубежом для женщин и чернокожих и помогла им добиться равноправия в послевоенные годы. Война усилила профсоюзы (но и неприязнь к ним у населения), так что к 1945 году 36 % рабочих в Огайо были членами профсоюзов.
Огайские военнослужащие в армии США были разбросаны по разным воинским частям по всему миру, за исключением 37-й дивизии, которая состояла почти исключительно из огайской Национальной Гвардии. Она участвовала в боях на Тихом океане. Некоторые служили в роте «С» 192 танкового батальона или в 112-м инженерном батальоне. Много чернокожих служило в объединении лётчиков «Пилоты из Таскиги». В 1945 году война завершилась и штат пережил небольшую рецессию: сократились военные заказы и были уволены многие рабочие, в первую очередь женщины. Некоторые проблемы создала демобилизация армии. Активизация профсоюзов вызвала войну забастовок в 1946 году. Недовольство действиями профсоюзов позволило республиканцам захватить Сенат на выборах 1946 года (одним из сенаторов от Огайо был бывший губернатор Брайкер).

### 1950-е годы
Президентские выборы 1952 года стали громкой победой республиканцев: Эйзенхауэр победил в Огайо с рекордным перевесом голосов (и потом назначил огайца Джорджа Хамфри министром финансов), сенатор Брайкер был переизбран на новый срок, а огайская делегация в Палате представителей теперь состояла из 16-ти республиканцев и 6-ти демократов. Впервые в истории США в палату были избраны мать и сын (Фрэнсис Болтон и Оливер Болтон), оба от Кливленда. При этом внутри штата губернатором был избран демократ Фрэнк Лоуши. Легислатура штата теперь тоже была подавляюще республиканской.
В 1953 году было торжественно отмечено 150-летие штата, Огайо посетил президент Эйзенхауэр, который приветствовал огайцев как «строителей американского образа жизни». Штат в это время был политически и экономически стабильным, экономический рост не прекратился после войны. Годовой доход на душу населения в Огайо в 1953 году был $2028 при среднем по стране $1800, то есть выше, чем в Канаде, Великобритании, Швейцарии или Швеции. На волне послевоенного «беби-бума» росло население: от 6,9 миллионов в 1940 году до 7,95 в 1950, 9,7 в 1960 и 10,65 в 1970. С 1948 года в Огайо появилось телевидение и первые сериалы, такие как «Я люблю Люси». В 1953 году появился первый компьютер IBM и открылось регулярное авиасообщение. В 1958 году появилась космическая индустрия, и огайцы оказались среди первых космонавтов: Джон Гленн из Нью-Конкорда впервые облетел Землю в 1962, а Нил Армстронг из Вапоконеты первым ступил на Луну в 1969.
В 1950-х огайцы начали массово покупать дома за пределами крупных городов, ездить на работу на машинах и пользоваться Торговыми центрами. Первый ТЦ появился в Кливленде в 1953, за ним появилось множество других по всему штату. Это стимулировало развитие фастфуда: в 1958 году в Толидо появился первый огайский McDonald’s, Дэйв Томас открыл в Коламбусе KFC в 1962 году, потом продал этот бизнес и в 1969 открыл свой собственный: Wendy’s. Изменения в укладе жизни привели к упадку некоторых городов: жители Кэмдена стали работать в соседних крупных городах, транзит транспорта обошёл город по объездной и в итоге город почти опустел.
Кливленд в те годы стал родиной Рок-н-ролла. Кливлендский продавец музыкальных записей Лео Минц обнаружил, что продажи записей джаза сокращаются, а молодёжь проявляет интерес к новым мелодиям (Ритм-н-блюз и иные), для которых он придумал слово «Rock’n’Roll». Диджей Алан Фрид «Мундог» стал пропагандировать эту музыку на радио, и вместе с Минцем они в 1952 году устроили в Кливленде первый рок-концерт «Moondog coronation ball».
Население Огайо росло отчасти за счёт миграции чернокожих с Юга, и они населяли крупные города, в то время как белые переселялись в пригороды. При этом Огайо оставался сегрегированным штатом даже после того, как в 1954 году Верховный Суд США в деле Браун против Совета по образованию признал сегрегацию незаконной. Если в южных штатах сегрегация была в основном юридической и отменялась законодательно, то в Огайо и соседних штатах севера она существовала в силу традиции. Между тем в послевоенные годы экономика росла в южных штатах, и её рост замедлялся в северных, что приводило к сокращению рабочих мест, большему спросу на высококвалифицированный труд, и, как следствие к большей дискриминации чернокожих

### 1960-е годы
К 1960 году, несмотря на принятые законы по ликвидации сегрегации, она продолжала существовать на Юге, и в том же году протест стал проявляться в виде студенческих сидячих протестов. В июне-июле 1963 года прошла крупная сидячая забастовка студентов у Капитолия штата. В Огайо десегрегация проходила медленно, и только в 1976 году были приняты специальные программы по десегрегации. И, несмотря на это, в 1990-х годах проблема сегрегации снова проявится в Огайо. В 1966 году статистика показала, что в Огайо 80 % школ или белые или чёрные, а в Кливленде безработица среди чернокожих составляет 9 %, а среди белых 2,5 %. Средняя зарплата различалась почти вдвое.
18 июня 1966 года случился расовый бунт в Хоу. По городку прошли погромы, акты вандализма, перестрелки и убийства. 20 июля в регион была введена Национальная гвардия. В июне 1967 года беспорядки, потребовавшие привлечения Нацгвардии, прошли в Цинциннати. В 1968 году, после убийства Мартина Лютера Кинга, по Огайо прокатилась ещё одна волна беспорядков: в Акроне, Кливленде и Гринвилле. Все эти события привели в политику братьев Карла и Льюиса Стоксов. Карл стал первым чернокожим членом палаты представителей Огайо и с 1967 года мэром Кливленда, а Льюис стал первым чернокожим конгрессменом от Огайо (служил с 1969 по 1999). Присутствие Карла Стокса на посту мэра помогло Кливленду в 1968 году избежать беспорядков.

#### Вторая волна феминизма
Как и в XIX веке, борьба за права чернокожих стимулировала и борьбу за права женщин, которая стала известна как Вторая волна феминизма. Количество женщин среди всех работающих достигло 40 % к 1970 году, но они всё равно сталкивались с дискриминацией в зарплате, и для них были закрыты многие сферы деятельности. В конце 1960-х по всему Огайо возникли женские организации наподобие дейтонской Dayton Womens Liberation. В них числились обычно белые женщины среднего класса, хотя встречались и учащиеся. 26 августа 1970 года в Огайо прошла общенациональная (и интернациональная) Женская забастовка за равенство. Общество сначала несерьёзно воспринимало женский активизм, но он добился определённых успехов: в 1965 году были отменены законы, запрещавшие контрацепцию для женатых, а затем и для неженатых. В 1973 году Огайо стало одним из 36-ти штатов, легализовавшем аборты. Изменения в образе жизни привели к «сексуальной революции», которая ещё в 1960-х казалась маргинальной практикой, но стала нормой жизни к 1970-м.

#### Экологические проблемы
К 1960-м годам огайская промышленность, которая стремительно росла в 1940-е и 1950-е годы, стала создавать проблемы для экологии, а так как население городов стало переселяться в пригороды, то людей стали больше волновать вопросы состояния природы. В Огайо стали появляться организации по защите окружающей среды. Ещё в 1940-х начались протесты против добычи полезных ископаемых карьерным способом, что привело к принятию ряда регулирующих законов в 1948 году. В том же году была создана комиссия по очистке реки Огайо и контролю за её состоянием. Все 1960-е обсуждались меры по спасению озера Эри, но конкретные законы были приняты только в 1980-х. На федеральном уровне были приняты законы о чистоте воздуха (1963) и законы о чистоте воды (1965). Ряд законов учредил охранную зону в долине реки Кайахога, которая впоследствии, в 2000 году, превратилась в Национальный парк Кайахога.

#### Антивоенные протесты
На президентских выборах 1964 года демократ Линдон Джонсон легко победил республиканца Барри Голдуотера в Огайо и в национальном масштабе, а уже в 1965 году он принял решение ввести американскую армию во Вьетнам. Неудачный ход этой войны восстановил против Джонсона и правых, и левых политиков. В Огайо лидером правой оппозиции стал консерватор Джон Эшбрук, член Палаты представителей США от Огайо. С другой стороны, росло недовольство в студенческой среде: студенты протестовали против условий обучения в университетах, против правил общежитий, и эти протесты сливались с выступлениями чернокожих и антивоенными акциями. Особо сильное разочарование ходом войны вызвало Тетское наступление вьетнамской армии в 1968 году. В том же году сенатором от Огайо стал Уильям Саксби, сторонник прекращения войны.
В мае крупные студенческие протестные акции прошли в кампусах Огайского и Кентского университетов. Они стали ответом на заявление Никсона 30 апреля о вводе американских войск в Камбоджу. 4 мая противостояние привело к стрельбе в Кентском университете, когда Национальная гвардия открыла огонь по студентам и убила четырёх человек. Это событие получило широкое отражение в культуре, самым известным стала песня Нила Янга «Огайо». Губернатор Родс встал на сторону гвардии, и общественность в основном одобрила его позицию в этом конфликте и последующих. Население Огайо с этого момента всё более склонялось в пользу консерватизма.

### Кризис 1970-х
В 1970-х годах в Огайо начался период стагнации, который отчасти продолжается по сей день. Рост населения практически остановился: в 1970 году Огайо населяло 10,6 миллионов человек, а в 2010 году — 11,5 миллионов. Из-за этого количество представителей от штата Огайо в конгрессе США упало с 24 до 16 к 2010 году. Количество выборщиков от штата сократилось с 26 до 18. Во всех городах Огайо население сокращалось с 1970 года. Постепенно закрывались фабрики, производящие сталь, резину, стекло и автомобили. Рецессию переживала вся страна: с 1970 по 1973 год экономика США выросла на 2,9 %, а с 1974 по 1980 год рост был нулевым. Ввиду роста международной конкуренции огайские фирмы стали менять стратегию: одни рассредоточили производство по провинции, где ниже зарплаты, другие перевели производство на Запад и Юг, а кто-то вообще сменил вид деятельности. Старые заводы в штате закрылись почти все. В Огайо в целом происходили те же процессы, что и по всей стране, но доля промышленности оставалась выше средней: в 2008 году промышленность составляла 9,8 % экономики США, но 13,8 % экономики штата Огайо.
Сталелитейная промышленность стала испытывать проблемы ещё в 1959 году, когда начала проигрывать в конкурентной борьбе импортной стали. Конкуренция росла, а заводы не совершенствовали производство, и в итоге быстро устаревали. Янгстаунская сталелитейная фабрика Ohio Works была закрыта в 1980 году, а в 1983 году литейные печи были снесены.
В 1971 году губернатором Огайо стал Джон Гиллиган, которому пришлось сокращать расходы на школы, и они начали закрываться. После долгих обсуждений Гиллиган в декабре 1971 года подписал новый налоговый закон, который позволил выделять достаточные средства на школы. Кроме этого, в Огайо появился первый закон о минимальной оплате труда. Эти успехи дали Гиллигану надежду на переизбрание, но на следующих выборах его неожиданно победил Джеймс Родс. Однако, если в 1960-х Родс пользовался преимуществами растущей экономики, то теперь вся страна переживала экономический спад, энергетический кризис и инфляцию. Все 8 лет своего третьего и четвёртого срока ему едва удавалось удерживать штат на плаву. В 1977 году Родсу пришлось объявить штат в состоянии энергетического кризиса, и это позволило ему обойти некоторые экологические ограничения. На это наложилась забастовка шахтёров 1977—1978 годов. Всё это ослабило позиции Родса к выборам 1978 года. На президентских выборах того года Джимми Картер победил в Огайо, а Родсу с трудом, но удалось переизбраться на новый срок.
В декабре 1978 года объявил о банкротстве Кливленд: экономику города удалось спасти только к 1986 году. В 1979 году произошла Иранская революция, которая привела к ещё одному энергетическому кризису. Но в том же году «Honda» открыла производство в Мэрисвилле, что помогло экономике Огайо. Последние годы срока Родса пришлись на 1982—1983 годы, когда случилась ещё одна рецессия, которую сравнивали по последствиям с Великой депрессией. Родс покинул пост в 1983 году, войдя в историю как губернатор с самым долгим сроком службы в масштабах всей страны.

### Огайо в 1980-х
На губернаторских выборах 1982 года республиканец Ричард Селест победил кандидата от демократов Клэренса Брауна и стал губернатором в момент «критического состояния Огайо», как он охарактеризовал ситуацию в обращении к Ассамблее штата. Он привёл в администрацию более молодой персонал и назначил 6 женщин и 4 чернокожих в свой кабинет. Его жена Дагмара стала самой политически активной «первой леди» штата. В это время у бюджета штата был дефицит в полмиллиарда долларов, и Селест стал сокращать все расходы. В 1983 году рецессия прекратилась благодаря падению цен на нефть и грамотной экономической политике Картера и Рейгана. Уровень безработицы упал с 14 до 8 процентов за первый срок Селеста. Всё это помогло ему победить на выборах 1986 года, где его оппонентом снова был Родс.
Второй срок Селеста стал менее успешным. В 1987 году его обвинили во внебрачных связях, что не позволило ему стать кандидатом в президенты на выборах 1988 года. Впоследствии, в 1999 году, президент Клинтон назначил Селеста послом в Индию. При Селесте демократы прочно держались у власти в Огайо, но общий сдвиг к консерватизму коснулся и Огайо, где в 1990-х власть перешла к республиканцам.

### Конец века
Ещё в 1985 году республиканцам удалось захватить Сенат штата, а с 1991 года они 16 лет (до 2007) контролировали правительство (при двух губернаторах-республиканцах). В 1994 году они захватили Палату представителей и оба места в сенате США. В Вашингтоне в том же году республиканцы полностью взяли под контроль Палату представителей США. В 1991—1992 годах произошла небольшая экономическая рецессия, но затем экономика стабильно развивалась, в основном под влиянием новых информационных технологий. В 1990-х ВВП штата вырос на 2,8 %, что было несколько ниже среднего роста по стране. Безработица в это десятилетие плавно снижалась с 7 % до 4,3 %, хотя промышленное производство продолжало сокращаться. Губернатором штата с 1990 года был Джордж Виктор Войнович, бывший мэр Кливленда. Он стал популярным губернатором и был легко переизбран в 1994 году, а в 1998 году он стал сенатором в Конгрессе США.
В 1994 году консерватор Кеннет Блэкуэлл стал первым чернокожим в администрации, когда возглавил казначейство штата. Нэнси Холлистер стала первой женщиной вице-губернатором. Бетти Монтгомери стала первой женщиной на посту генерального прокурора. Джо Энн Дэвидсон стала первой женщиной на посту спикера Палаты представителей. На президентских выборах 1992 и 1996 годов в Огайо побеждал демократ Билл Клинтон, хотя и с небольшим перевесом голосов. Внутри штата в 1998 году избиратели проголосовали за губернатора-республиканца Роберта Тафта. При Тафте экономика росла, и в 1999 году доходы превысили расходы на миллиард долларов. Часть этих денег была потрачена на школы, а за счёт другой части были урезаны налоги населения. При этом, несмотря на рост экономики, в Огайо при Тафте продолжали сокращаться рабочие места. В последние годы века консерваторы приняли закон, сокращающий сроки службы депутатов Законодательного собрания, который вступил в силу в 2000 году.
В 1998 году губернатор Войнович подал в отставку и перешёл в сенат США, а его место на 11 дней заняла вице-президент Нэнси Холлистер, которая стала первой и пока единственной женщиной на этом посту. 11 января 1999 года губернатором был избран Роберт Тафт.
На президентских выборах в Огайо 2000 года Джордж Буш Старший победил демократа Альберта Гора, и получил голоса 21 огайского выборщика.

## XXI век
После террористических атак 11 сентября 2001 года была объявлена война с террором, что привело к боевым действиям в Афганистане и Ираке. Из 1083 человек, погибших в Афганистане 30 были огайцами, а из 4400 военных, погибших в Ираке, огайцев было 182 человека. В это время экономический подъём 1990-х пошёл на спад, и у штата начались финансовые проблемы. В 2003 году Тафт резко поднял налоги, а в 2005 году легислатура пересмотрела всю налоговую систему штата. В том же году Тафт стал первым губернатором Огайо, обвинённым в преступлении: он скрыл в декларации факт получения подарков на $6000, что испортило его репутацию, и на губернаторских выборах 2006 года победил демократ Тед Стрикланд. Он сосредоточил своё внимание на экономике и образовании: безработица в Огайо выросла вдвое с 2007 по 2010 год и достигла 10,6 %. Стрикленду пришлось урезать расходы штата и отменить некоторые запланированные снижения налогов. Но несмотря на все меры, спад в экономике продолжался, и это лишило Стрикленда шанса на переизбрание в 2010 году. Новым губернатором стал республиканец Джон Кейсик, и одновременно республиканцы захватили обе палаты Ассамблеи штата.
На президентских выборах 2008 года демократ Барак Обама набрал 51,2 % голосов и победил Джона Маккейна, получив голоса 20-ти огайских выборщиков. Это помогло демократам отбить два места в Конгрессе США и взять под контроль Палату представителей штата.
Губернатор Кейсик начал с решительных консервативных мер: он сократил расходы на образование, и при нём же легислатура ввела новые ограничения на аборты. Он не назначал чернокожих на высшие должности (чего не случалось с 1962 года), что тоже вызвало много критики. Политика Кейсика вызвала разочарование в первый же год и его рейтинги стали падать.
На президентских выборах 2012 года Огайо был колеблющимся штатом и многое зависело от позиции его 18-ти выборщиков, поэтому штат называли главным полем боя тех выборов; Обама снова победил, хотя и показал чуть меньший процент, а сенатор Шеррод Браун был переизбран на новый срок.
На президентских выборах 2016 года результаты в Огайо были важны для победы Дональда Трампа: он победил, набрав 51 % голосов и получив все 18 голосов огайских выборщиков. На этом же голосовании Роб Портман был переизбран сенатором.
На губернаторских выборах 2018 года победил республиканец Майк Деуайн, бывший вице-губернатор, член сената штата и конгрессмен от Огайо. Его соперником был демократ Ричард Кордрей. В 2022 году он был переизбран на новый срок.
На президентских выборах 2020 года штат Огайо снова голосовал в основном за Трампа, который в штате победил с большим отрывом, набрав 53,3 % голосов, против 45,2 % голосов у Байдена.